# Simulium longipalpe
Simulium longipalpe es una especie de insecto del género Simulium, familia Simuliidae, orden Diptera.
Fue descrita científicamente por Beltyukova, 1955.